# 마사우아역
마사우아역 (Massaua)은 토리노 지하철의 역이다. 프란치아 가, 데 산티스 로, 피에트로 코사 로 사이의 교차로 부근에 있는 마사우아 광장에 자리잡고 있다. 2006년 토리노 지하철 노선 1차 구간 역 중 하나로 문을 열었다.
역내 승강장에는 우고 네스폴로가 제작한 데칼코마니 작품이 전시되어 있으며, 한때 이 지역에 있었던 벤키 사의 공장을 묘사해 놓았다.

## 시설
- 매표기
- 장애인 접근시설
- 엘레베이터
- 에스컬레이터
- CCTV 감시카메라